# Canada Aviation and Space Museum
Canada Aviation and Space Museum är ett flyg- och rymdfartsmuseum i Ottawa, Kanada. 

## Historia
Det första museet öppnade 1960 på Uplands Airport i Ottawa. 1964 flyttades den, och två andra kanadensiska samlingar, till Rockcliffe Airport. Museet blev 1967 en del av National Museum of Science and Technology, och fick 1982 namnet National Aviation Museum. 1988 öppnade den nuvarande museibyggnaden. År 2000 ändrades namnet till Canada Aviation Museum, och 2010 (när rymdteknologi inkluderades) fick museet sitt nuvarande namn: Canada Aviation and Space Museum. Museet ingår tillsammans med Canada Agriculture and Food Museum och Canada Science and Technology Museum under paraplyet Ingenium: Canada’s Science and Innovation Museums. 

## Samlingen
Museet samlar såväl civila som militära föremål som rör flyg- och rymdteknik, med särskilt fokus på kanadensiska bidrag. Samlingarna rymmer fler än 130 flygplan. Bland de mer kända föremålen hör delar av Avro Arrow, en Canadarm som använts på rymdfärjan Endeavour, samt en Lancasterbombare från andra världskriget. 